# Epicauta jimenezi
Epicauta jimenezi är en skalbaggsart som beskrevs av Dugès 1889. Epicauta jimenezi ingår i släktet Epicauta och familjen oljebaggar. Inga underarter finns listade i Catalogue of Life.